# 12 de Downing Street
El número 12 de Downing Street es uno de los edificios situados en Downing Street, en la Ciudad de Westminster de Londres (Inglaterra). Tradicionalmente se ha utilizado como despacho del Jefe Whip, aunque la planta superior forma parte del apartamento residencial del primer ministro del Reino Unido. Ha sido propiedad de la Corona y ha sido utilizado por ella desde 1803, albergando primero al Fiscal General de las Fuerzas Armadas y luego a la Colonial Office, antes de que la oficina del Jefe Whip se trasladara a los locales en 1879 hasta 2001. Es un edificio protegido de grado II.

## Uso actual
Las oficinas del primer ministro en el 10 de Downing Street están extendidas hasta el portal número 12, conectadas por un pasillo que atraviesa el 11 de Downing Street. En la actualidad, sus instalaciones albergan la Oficina de Prensa del Gobierno y la Unidad de Comunicaciones Estratégicas. Aunque históricamente la casa se utilizaba como oficina del Jefe Whip, ésta se ha trasladado al 9 de Downing Street.

## Uso histórico

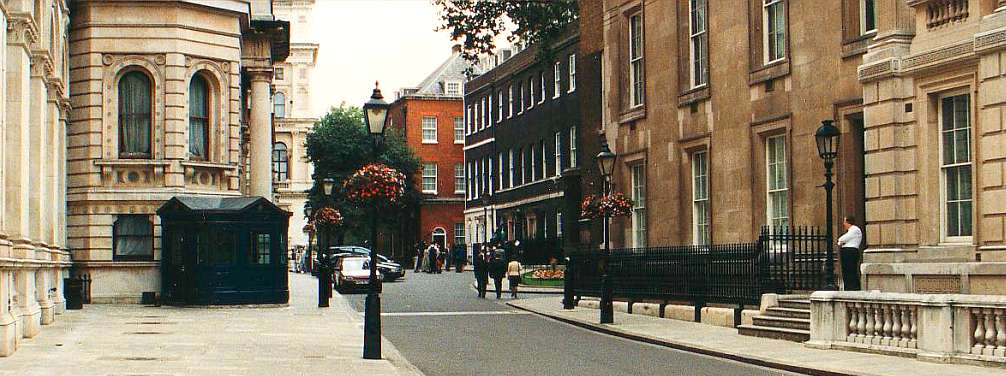
Imagen de Downing Street mirando hacia el oeste. El Foreign Office está a la izquierda. Las tres casas contiguas del 9 al 11 de Downing Street son de ladrillo oscuro, la del 11 tiene una planta baja de estuco blanco. El número 12 es el edificio posterior de ladrillo rojo que sobresale de la línea de los otros tres. El edificio de la derecha es el ala Barry de la Oficina del Gabinete, que tiene su fachada principal en Whitehall.

El terreno sobre el que está construido el edificio fue vendido por primera vez por Charles Downing a James Steadman en el año 1723. La casa fue vendida en 1772 a William Maseres, quien la arrendó tres años después a Henry Hunt. Este arrendamiento fue comprado por Simon Frazer, que también adquirió la participación de Maseres en la propiedad. Tras la muerte de Frazer en 1783, los albaceas la vendieron a James Martin, quien a su vez la vendió a la Compañía Británica de las Indias Orientales en 1803. Ese mismo año fue adquirida por la Corona, y se utilizó por primera vez para albergar al juez general de las Fuerzas Armadas. En 1827 pasó a manos de la Colonial Office.
Cuando se remodeló Downing Street en 1846, las casas de los números 10, 11 y 12 se unificaron en un mismo edificio, con el portal 12 continuando albergando la Colonial Office. Después de que ésta se trasladara en 1879, se utilizó durante muchas décadas como despacho del Jefe Whip del Gobierno, y también para cenas parlamentarias. Herbert Gladstone, hijo del entonces canciller de Hacienda William Ewart Gladstone, nació en el 12 de Downing Street en 1854. Más tarde, Herbert se convirtió en ministro del Interior y en el primer gobernador general de la Unión Sudafricana.
Durante la Primera Guerra Mundial, el local fue la sede del Comité de Reclutamiento Parlamentario, formado por todos los partidos y gestionado por los tres jefes Whips durante el ministerio de coalición de H. H. Asquith de 1915-16. Tras la ruptura del gobierno de coalición, el Jefe Whip del Partido Liberal, John Gulland, fue culpado en algunos medios de comunicación de desconectar la línea telefónica que llegaba al 12 de Downing Street. Esto fue desmentido y se emitió un comunicado en el que se decía que "en ningún momento se desconectó temporalmente el teléfono". El edificio pasó a ser catalogado de grado II el 14 de enero de 1970.
La residencia de los jefes Whips en el 12 de Downing Street finalizó en 2001, cuando el primer ministro Tony Blair trasladó allí al secretario de Prensa Alastair Campbell desde una oficina del número 10. Los Whips fueron trasladados al 9 de Downing Street, antes conocido únicamente como el edificio del Consejo Privado. Durante el periodo de Gordon Brown al frente del Gobierno, éste volvió a trasladar la Oficina de Prensa fuera del 12 de Downing Street y la utilizó como despacho abierto para él y sus principales asesores, ya que contaba con un espacio individual lo suficientemente grande para su equipo, algo que no estaba disponible en el 10 de Downing Street.